# Piece of Me
Piece of me е песен на американската поп певица Бритни Спиърс от албума „Blackout“. Тя е написана от шведския колектив от текстописци Блъдши & Авант и Клаус Олунд, като е продуцирана от Блъдши & Авант. Песента е записана в отговор на постоянното внимание отделяно на личния живот на Спиърс от страна на медиите. Мелодията използва даун-темпо танцувален ритъм, съчетан със синт-поп музика от 80-те. Гласът на Спиърс е силно синтезиран и постоянно преминава в по-високия регистър.

## Постигнати позиции в класациите и сертификации

### В класациите
| Класация (2007)                       | Най-добра позиция |
| ------------------------------------- | ----------------- |
| ARIA Charts – Австралия               | 2                 |
| Австрия                               | 6                 |
| Ultratop 50 – Белгия (Фландрия)       | 36                |
| Белгия (Валония)                      | 36                |
| Канада                                | 5                 |
| Дания                                 | 4                 |
| Megacharts – Нидерландия              | 41                |
| European Hot 100 Singles              | 6                 |
| Финландия                             | 8                 |
| Media Control Charts – Германия       | 7                 |
| Ирландия                              | 1                 |
| FIMI – Италия                         | 11                |
| RIANZ – Нова Зеландия                 | 4                 |
| Швеция                                | 9                 |
| Швейцария                             | 19                |
| Billboard Hot 100 – САЩ               | 18                |
| Billboard Hot Dance Club Play – САЩ   | 1                 |
| UK Singles Chart – Обединено кралство | 2                 |

### Годишни класации
| Страна        | Позиция |
| ------------- | ------- |
| Австралия     | 38      |
| Германия      | 58      |
| Нова Зеландия | 28      |
| САЩ           | 48      |

### Сертификации
| Страна        | Сертификация | Продажби |
| ------------- | ------------ | -------- |
| Австралия     | Платинен     |          |
| Нова Зеландия | Златен       |          |
| САЩ           | Златен       |          |